# Holocola charopa
Holocola charopa är en fjärilsart som beskrevs av Edward Meyrick 1888d. Holocola charopa ingår i släktet Holocola och familjen vecklare. Inga underarter finns listade i Catalogue of Life.